# Isaac Vorsah
Isaac Vorsah (Acra, Ghana, 21 de junio de 1988) es un futbolista ghanés. Juega de defensa y su equipo actual es el FC Liefering de la Primera Liga de Austria de Austria.

## Selección nacional
Ha sido internacional con la Selección de fútbol de Ghana en 15 ocasiones. Su debut internacional fue el 29 de marzo de 2009 enfrentando a Benín. Este partido correspondió al Grupo D de la segunda fase de la clasificación de CAF para la Copa Mundial de Fútbol de 2010 y finalizó con triunfo para Ghana por 1-0.

### Participaciones en Copas del Mundo
| Mundial                        | Sede      | Resultado   |
| ------------------------------ | --------- | ----------- |
| Copa Mundial de Fútbol de 2010 | Sudáfrica | 4° de final |

### Participaciones en Copa África
| Torneo                         | Sede   | Resultado  |
| ------------------------------ | ------ | ---------- |
| Copa Africana de Naciones 2010 | Angola | Subcampeón |

## Clubes
| Club              | País     | Año           |
| ----------------- | -------- | ------------- |
| All Blacks FC     | Ghana    | 2005-2007     |
| Asante Kotoko     | Ghana    | 2007          |
| Hoffenheim        | Alemania | 2007-2013     |
| Red Bull Salzburg | Austria  | 2013-2015     |
| FC Liefering      | Austria  | 2015-presente |